# Isabel Ceballos
Isabel Cristina Ceballos Rojas (3 de febrero de 1979) es una nadadora colombiana especialista en las pruebas de pecho.  su primera participación internacional la realizó en el Campeonato Centro Americano y del Caribe de Natación que se realizó en Mérida, México en 1991 en donde logró ser Campeona Centroamericana en los 100 m Pecho. En aquella ocasión la acompañaros las también nadadoras Andrea Grisales, Natalia Correa y Zaira Suárez
Participó por Colombia en los Juegos Olímpicos de 1996 y Juegos Olímpicos de 2000. Logró su mejor resultado terminando en la posición 25 de los 200 m pecho en Sídney, marcando 2:34.09.